# Proactiva Open Arms
Pour les articles homonymes, voir POA et Open Arms (homonymie).
Open Arms, anciennement Proactiva Open Arms (POA), est une ONG espagnole, plus précisément catalane, destinée au sauvetage de vies humaines à la mer. Créée en octobre 2015, sa première action a été la mise sur pied à Lesbos d'un groupe de volontaires, chargés d'aider les réfugiés syriens qui essayaient d'atteindre l'île, en leur évitant la mort pendant le trajet.
L'action de Proactiva a été saluée par plusieurs prix, parmi lesquels le prix du citoyen européen en 2016. Son fondateur, Òscar Camps (ca), a obtenu le prix du Catalan de l'année (en) 2015.

## Histoire

### Origines
À l'origine[Quand ?], Proactiva était une entreprise de services maritimes, spécialisée en sécurité maritime, dénommée Pro-Activa Serveis Aquàtics, installée à Badalone. En septembre 2015, à cause de la crise des réfugiés, et lorsque des cadavres apparaissent sur les écrans de télévision, le directeur de Proactiva, Òscar Camps (ca), décide de se rendre à Lesbos avec trois membres de son entreprise. Face au manque d'organisation sur place, l'entreprise catalane décide de s'y installer. Elle met à profit son expérience en surveillance de plages pour faire face aux nombreux décès qui se produisaient quotidiennement en mer Égée.

### Installation à Lesbos
Dès septembre[Quand ?], les premiers volontaires de Proactiva arrivent pour participer aux sauvetages. Au début, Proactiva ne disposait alors que de quelques combinaisons en néoprène, de palmes et de tubas. Les membres de Proactiva aidaient alors les migrants à atteindre les plages, principalement des Syriens venant de Turquie à bord de barques[réf. nécessaire]. Progressivement cependant, l'équipement disponible s'améliore, principalement grâce aux dons de particuliers lors de la création de l'ONG Proactiva Open Arms.
Dès sa création, plusieurs médias espagnols et européens font écho de l'action de Proactiva à Lesbos, relayant notamment les images que l'association diffuse sur internet. En Catalogne, Proactiva gagne en popularité lors de la diffusion par TV3 du documentaire To Kyma. Rescat al mar Egeu (To Kyma. Sauvetage en mer Égéé), réalisé pour Arantza Díez et David Fontseca et produit pour La Kaseta Ideas Factory. Le film suit l'activité de ces secouristes lors de plusieurs interventions au large de l'île grecque.
Grâce aux dons de particuliers récoltés sur un site de financement participatif, Proactiva installe ses bureaux à Lesbos, où elle peut désormais employer des bateaux de sauvetage. En mars 2016, après six mois de présence à l'île, l'ONG de Badalone compte un dispositif permanent de 14 personnes, trois embarcations de sauvetage, quatre motomarines et un équipement professionnel. Leurs actions ont permis d'aider 143 358 personnes au large de la Grèce.

### Sauvetage en mer Méditerranée

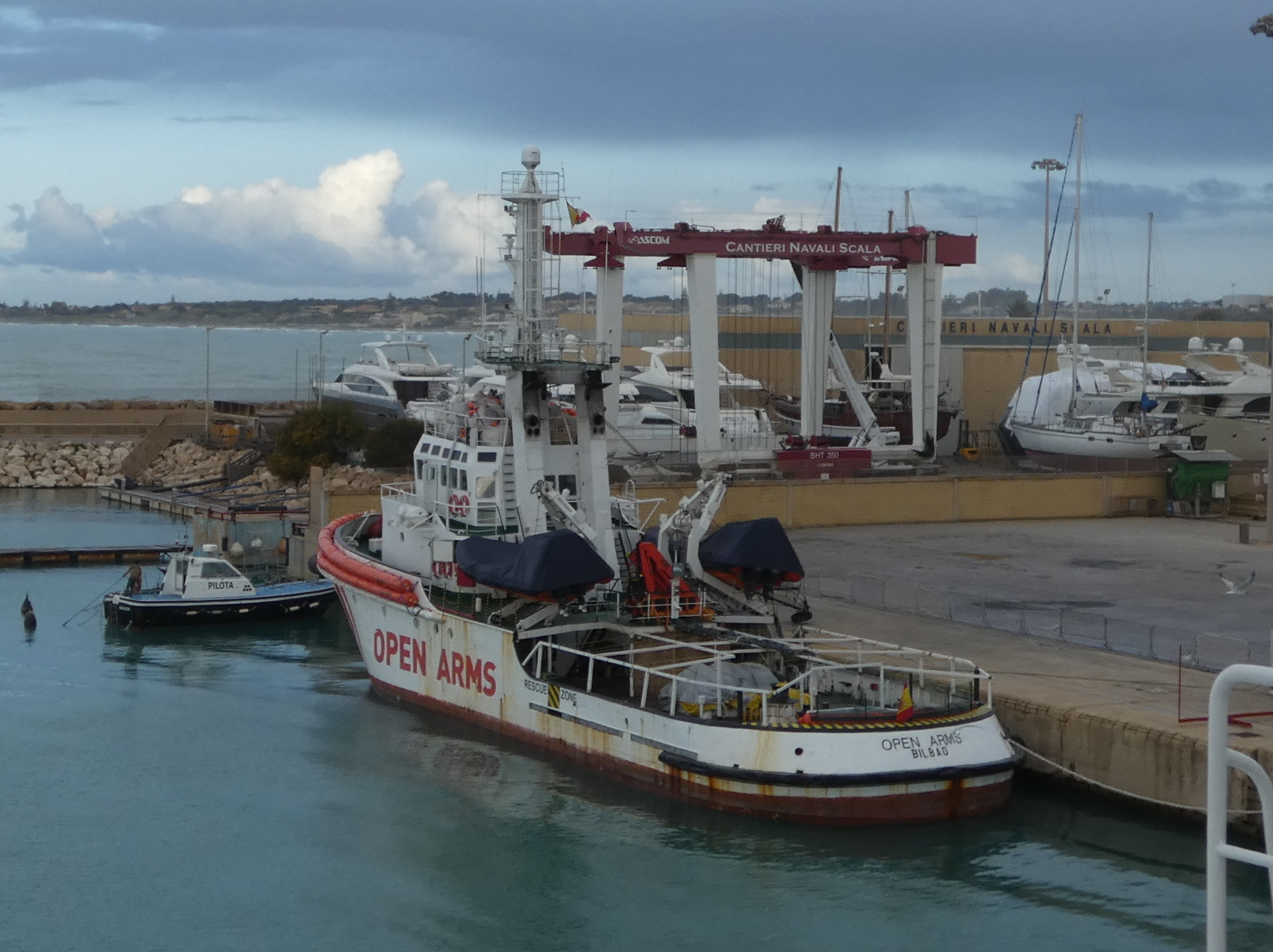
L'Open Arms à Pozzallo le 26 mars 2018.

Fin mai 2016, Proactiva annonce dédier un de ses bateaux aux opérations en Méditerranée centrale pour aider les migrants lors de leur traversée depuis les côtes libyennes. En effet, depuis l'accord intervenu entre l'Union européenne et la Turquie, la traversée était devenue plus difficile par la mer Égée, et d'autres routes, qui s'étaient d'abord taries du fait de leur dangerosité, étaient de nouveau employées. Pour cette raison, l'ONG catalane déploie des embarcations entre la Libye, l'Égypte et l'Italie. Après une interruption[Quand ?], le navire reprend son activité fin novembre 2018, et le 22 décembre 2018, son navire Open-Arms dépose 310 rescapés en Espagne. Mi-janvier 2019, l'Espagne empêche le navire de reprendre la mer. En juin 2019, il patrouille au large des côtes libyennes, alors que l'Espagne le menace d'une amende de 200 000 900000€.
Début août 2019, il est bloqué en Méditerranée, interdit de débarquer, avec 160 personnes à bord, dont 30 enfants et 2 bébés,. L'Italie, Malte, et l'Espagne lui refusent l'accès, et l'ONG prévoit d'envoyer un autre bateau de ravitaillement en nourriture et en médicaments. L'acteur américain Richard Gere montre son soutien en montant à bord ; il compare Salvini à Trump et s'exprime dans une conférence de presse à Lampedusa : « la plupart en parlent comme des migrants mais pour moi ce sont des réfugiés en fuite. Des gens extraordinaires (...) Ils sont si forts, ils ont vécu des horreurs, un enfer, la torture, les viols, l’emprisonnement. [Il faut] arrêter de diaboliser des êtres humains ». Le décret que Mateo Salvini avait fait adopter le 6 août, prévoyant de très fortes amendes pour les navires de sauvetage qui entreraient dans les eaux italiennes est annulé le 14 août par la justice italienne à la suite d'un recours de Proactiva Open Arms, dont le navire s'approche alors de Lampedusa pour s'abriter du mauvais temps. L'arrivée de l'Open Arms cristallise les désaccords politiques entre Giuseppe Conte (MS5) et Mateo Salvini (LN), qui instrumentalise la crise. Six pays (France, Allemagne, Roumanie, Portugal, Espagne et Luxembourg) sont prêts à accueillir les migrants, ; l'Espagne propose un port de débarquement, mais qui trop éloigné de la position du navire et le ministre italien des transports (MS5) n'accepte de transférer les migrants jusqu'en Espagne qu'à condition que celle-ci retire son pavillon à l'Open-Arms. Le 17 août, vingt-sept migrants mineurs non accompagnés sont autorisés à débarquer, et la situation à bord du navire devient « hors de contrôle », certains migrants se jetant à la mer pour rejoindre la côte italienne. 
Open Arms saisit aussi la justice italienne et un procès contre Matteo Salvini s'ouvre en octobre 2021 à Palerme. En 2024, le procureur requiert six ans de prison contre Salvini pour « séquestration » et « abus de pouvoir ». 
Le procureur d'Agrigente, Luigi Patronaggio, ordonne finalement le débarquement des rescapés le 20 août, et met sous séquestre le navire espagnol, dans le cadre d'une enquête ouverte pour « séquestration de personnes, omission et refus d'actes officiels » visant Salvini. Immobilisé dans le port d'Agrigente, le navire est inquiété par la justice italienne après que les garde-côtes ont détecté « une série de sérieuses anomalies (...) concernant la sécurité de la navigation », et par la justice espagnole, qui lui avait interdit depuis janvier dernier « de réaliser des opérations de recherche et de sauvetage » en mer, en particulier « pour des raisons de sécurité ».
En 2020 l'Open Arms reste à quai pendant six mois pour des « travaux de modernisation et de rénovation ». En septembre 2020, le navire espagnol est désormais équipé de « nouvelles mesures de sécurité et de prévention adaptées au coronavirus », indique l'ONG lors de son retour en septembre 2020. Du personnel médical de l'association italienne Emergency rejoint l'équipe afin d'assurer les soins de santé à bord. De plus, le navire possède dorénavant la technologie nécessaire pour effectuer des diagnostics des maladies infectieuses telles que le Covid-19, la tuberculose et le VIH. L'Open Arms est ainsi le premier bateau à avoir un tel dispositif médical, observé jusque-là uniquement dans les hôpitaux.

## Prix et reconnaissances
- 2015 : Óscar Camps, fondateur de l'ONG[35], reçoit le prix du Catalan de l'année (en) 2015, délivré par le quotidien catalan El Periódico de Catalunya[36]. Le prix avait été décerné par le passé à des personnalités telles que Ernest Lluch, Neus Català ou Pep Guardiola[37].
- 2016 : prix Pere Casaldáliga pour son travail d'assistance aux réfugiés sur l'île grecque[38].
- 2016 : Prix Pere Casaldàliga de la solidarité[39].
- 2016 : Prix du citoyen européen[40] du Parlement Européen.